# PPP3R2
PPP3R2 (англ. Protein phosphatase 3 regulatory subunit B, beta) – білок, який кодується однойменним геном, розташованим у людей на короткому плечі 9-ї хромосоми. Довжина поліпептидного ланцюга білка становить 170 амінокислот, а молекулярна маса — 19 533.
| 10         |  | 20         |  | 30         |  | 40         |  | 50         |
| ---------- |  | ---------- |  | ---------- |  | ---------- |  | ---------- |
| MGNEASYPAE |  | MCSHFDNDEI |  | KRLGRRFKKL |  | DLDKSGSLSV |  | EEFMSLPELR |
| HNPLVRRVID |  | VFDTDGDGEV |  | DFKEFILGTS |  | QFSVKGDEEQ |  | KLRFAFSIYD |
| MDKDGYISNG |  | ELFQVLKMMV |  | GNNLTDWQLQ |  | QLVDKTIIIL |  | DKDGDGKISF |
| EEFSAVVRDL |  | EIHKKLVLIV |  |            |  |            |  |            |

A: Аланін

C: Цистеїн

D: Аспарагінова кислота

E: Глутамінова кислота

F: Фенілаланін

G: Гліцин

H: Гістидин

I: Ізолейцин

K: Лізин

L: Лейцин

M: Метіонін

N: Аспарагін

P: Пролін

Q: Глутамін

R: Аргінін

S: Серин

T: Треонін

V: Валін

W: Триптофан

Білок має сайт для зв'язування з іонами металів, іоном кальцію. 